# Celerina seyrigii
Celerina seyrigii är en akantusväxtart som beskrevs av Raymond Benoist. Celerina seyrigii ingår i släktet Celerina och familjen akantusväxter. Inga underarter finns listade i Catalogue of Life.